# Nádasér
Nádasér (1899-ig Nedozser, szlovákul Nedožery) Nádasérberzseny településrésze, korábban önálló falu Szlovákiában, a Trencséni kerületben, a Privigyei járásban.

## Fekvése
Privigyétőltól 5 km-re északra, a Nyitra-folyó partján fekszik. Nádasérberzseny nyugati részét képezi.

## Története
Nádasér falut 1242-ben „Nadaser” néven említik először. Bajmóc várának uradalmához tartozott. A 13. században ura a Divéky család, majd a 14. század elején Csák Máté birtoka lett. Ennek halála után a királyra szállt. 1432-ben a husziták felégették. 1455-ben uradalmi malmot említenek a településen. 1528-tól a Thurzó család, 1637-től a Pálffyak a birtokosai. 1647-ben 36 adózó háztartása volt. A kuruc háborúk alatt 1673-ban és 1678-ban újra felégették. 1715-ben 20 ház állt a faluban, 1720-ban 27 háztartása volt. 1724-ben posztógyárat említenek a községben. 1787-ben az első népszámlálás 70 házában 429 lakost talált.
A 18. század végén Vályi András így ír róla: „NEDOZSÉR. Tót falu Nyitra Várm. lakosai katolikusok, Ispotállya is van, fekszik Bajmótzhoz egy mértföldnyire, gyűmöltse bőven terem, fája van, réttye, földgye jó, legelője elég, piatzozása Német Prónán, és Prividgyén.”
1828-ban 80 házban 559 lakos élt. Lakói mezőgazdasággal, posztógyártással, olajkészítéssel, fazekassággal, méhészkedéssel foglalkoztak.
Borovszky Samu monográfiasorozatának Nyitra vármegyét tárgyaló része szerint: „Nedozser, a Nyitra balpartján, túlnyomóan tótajku és kevés magyar lakossal. Vallásuk r. kath. Postája van, táviró- és vasúti állomása Privigye. Csupán kápolna van a községben, mely 1866-ban épült. Földesurai már a XV. században is a Pálffyak voltak. Akkoriban Nádasszer (Nádas ér) volt a község neve. Gróf Pálffy Jánosnak most is nagyobb birtokterülete van a község határában.”
1910-ben 787, túlnyomórészt szlovák lakosa volt. A trianoni diktátumig Nyitra vármegye Privigyei járásához tartozott.
1964-ben egyesítették Berzsennyel.

## Híres emberek
- Itt született 1555-ben Nádaséri Benedicti M. Lőrinc író, matematikus, egyetemi tanár.

## Nevezetességei
Szűz Mária tiszteletére szentelt római katolikus kápolnája a 19. században épült.

## Külső hivatkozások
- Nádasér Szlovákia térképén

## Lásd még
- Nádasérberzseny
- Berzseny